# Acrapex exanimis
Acrapex exanimis är en fjärilsart som beskrevs av Meyr 1899. Acrapex exanimis ingår i släktet Acrapex och familjen nattflyn. Inga underarter finns listade i Catalogue of Life.